# Magdalena Kozień-Woźniak
Magdalena Teresa Kozień-Woźniak (ur. 1970 w Krakowie) – polska inżynier architekt, nauczyciel akademicki Wydziału Architektury Politechniki Krakowskiej im. Tadeusza Kościuszki, specjalności: teoria i projektowanie architektoniczno-urbanistyczne, architektura budynków mieszkalnych i społeczno-usługowych.

## Życiorys
W 1994 ukończyła studia na kierunku architektura i urbanistyka w Politechnice Krakowskiej im. Tadeusza Kościuszki, gdzie w 2001 na Wydziale Architektury uzyskała na podstawie rozprawy pt. O czasie w architekturze stopień naukowy doktora nauk technicznych dyscyplina: architektura i urbanistyka specjalność: architektura budynków mieszkalnych i społeczno-usługowych. Tam też na podstawie dorobku naukowego oraz monografii pt. Teatry interferencji. Współczesna architektura teatralna a nieformalna przestrzeń teatru otrzymała stopień doktora habilitowanego nauk technicznych dyscyplina: architektura i urbanistyka specjalność: teoria i projektowanie architektoniczno-urbanistyczne. W 2023 uzyskała tytuł profesora nauk inżynieryjno-technicznych w dyscyplinie architektura i urbanistyka.
Przez dwie kadencje pełniła funkcję prodziekana Wydziału Architektury (w latach 2005–2012). Od 2020 roku jest dziekanem tego Wydziału.
Została odznaczona Brązową i Srebrną Odznaką SARP oraz Srebrnym Krzyżem Zasługi. W 2019 roku została członkiem Rady Doskonałości Naukowej I kadencji.

## Nagrody i Wyróżnienia
Za działalność projektową otrzymała (wraz z zespołem) 30 nagród i wyróżnień. Dziewięć razy otrzymała pierwszą nagrodę w konkursach architektonicznych. Cztery projekty zostały zrealizowane: 
- Radio Koszalin
- Muzeum Narodowe Ziemi Przemyskiej w Przemyślu
- Teatr Muzyczny „Capitol” we Wrocławiu
- filia Państwowej Wyższej Szkoły Teatralnej we Wrocławiu

Realizacja Muzeum Narodowego Ziemi Przemyskiej w Przemyślu była nominowana do europejskiej Nagrody Miesa van der Rohe 2008 oraz wyróżniona w konkursie Nagroda Roku SARP 2008. Teatr Capitol we Wrocławiu zdobył Grand Prix w konkursie Piękny Wrocław 2013 oraz został wyróżniony w konkursie Nagroda Roku SARP 2013.

## Wybrane publikacje[6]
- Magdalena Kozień-Woźniak, Porębska Anna, Fąfara Marta, Lima Evelyn Furquim Werneck. MODERN PROJECTION TECHNOLOGIES IN HISTORIC THEATRE HALLS OF CRACOW– OPPORTUNITIES AND RISKS. „Space&FORM”. 57, s. 69-84, 2024. DOI: 10.21005/pif.2024.57.B-04. ISSN 1895-3247. OCLC 10239978477.
- Magdalena Kozień-Woźniak, Fąfara Marta, Łukaszewski Łukasz, Owczarek Eliza i inni. Life cycle assessment of composite straw bale technology in residential buildings in the context of environmental, economical and energy. „Archives of Civil Engineering”. LXVII, s. 49–65, 2021. DOI: 10.24425/ace.2021.137154. ISSN 1230-2945. OCLC 10131223668.
- Magdalena Kozień-Woźniak. Theatre Architecture and Urban Culture: Project ‘A Theatre in Rio de Janeiro’. „IOP Conference Series: Materials Science and Engineering”. 471 (11), 2019. DOI: 10.1088/1757-899X/471/11/112057. OCLC 8012091205.
- Magdalena Kozień-Woźniak. The location of art in the urban space as a goal of contemporary theatre architecture. „Technical Transactions”. 3 (116), s. 41-50, 2019. DOI: 10.4467/2353737XCT.19.030.10204. OCLC 10334433026.